# 中嶋孝文
中嶋 孝文（なかじま たかふみ、1984年6月21日 - ）は、日本の元プロボクサー。青森県南津軽郡出身。

## 来歴
2012年5月11日、後楽園ホールで和氣慎吾と56.0 Kg契約8回戦を行い、3-0（77-74、77-75×2）の判定勝ちを収めた。
2012年8月6日、芹江匡晋の返上により空位となった日本スーパーバンタム級王座を大竹秀典と争い、1-2の判定で王座獲得に失敗した。
2013年10月19日、日本タイトル挑戦権獲得トーナメント「最強後楽園」にて日本スーパーバンタム級2位の瀬藤幹人と対戦し、4回2分19秒TKO勝ちを収め、日本王座挑戦権を獲得した。
2014年3月24日、日本スーパーバンタム級チャンピオンの大竹秀典に指名挑戦者として挑戦し、10回0-3（95-96、94-96、93-97）で判定負けし、王座獲得に失敗した。
2016年2月12日、中国･四川でWBC世界フェザー級15位のシャン・ウェイ・チェンと対戦し、10回判定3-0（98-92×2、96-94）で判定勝ちを収め、WBCアジアフェザー級およびEPBCユーラシアフェザー級王座を獲得した。
2016年9月13日、後楽園ホールで日本フェザー級5位の坂晃典と対戦し、1回1分28秒TKO負けを喫した。
2017年9月29日、後楽園ホールで三浦仁とスーパーバンタム級8回戦を行ない、4回2分0秒TKO勝ちを収めた。
2018年4月4日、後楽園ホールでOPBFバンタム級王者のマーク・ジョン・ヤップに挑戦し、0-3（112-116×2、111-117）で判定負けを喫した。
2018年9月14日、後楽園ホールで入口裕貴とフェザー級8回戦で対戦し、0-2（75-78、76-77、76-76）で判定負けを喫した。
2019年1月19日、後楽園ホールで和氣慎吾と6年8か月ぶりにスーパーバンタム級10回戦で対戦し、6回2分20秒TKO負けを喫した。

## 戦績
- プロボクシング：42戦29勝（13KO）12敗1分

## 獲得タイトル
- WBCアジアフェザー級王座
- EPBCユーラシアフェザー級王座